# Epoca eroica dell'esplorazione antartica

Tragitto delle spedizioni di Cook, Bellingshausen, d'Urville, Wilkes e Ross

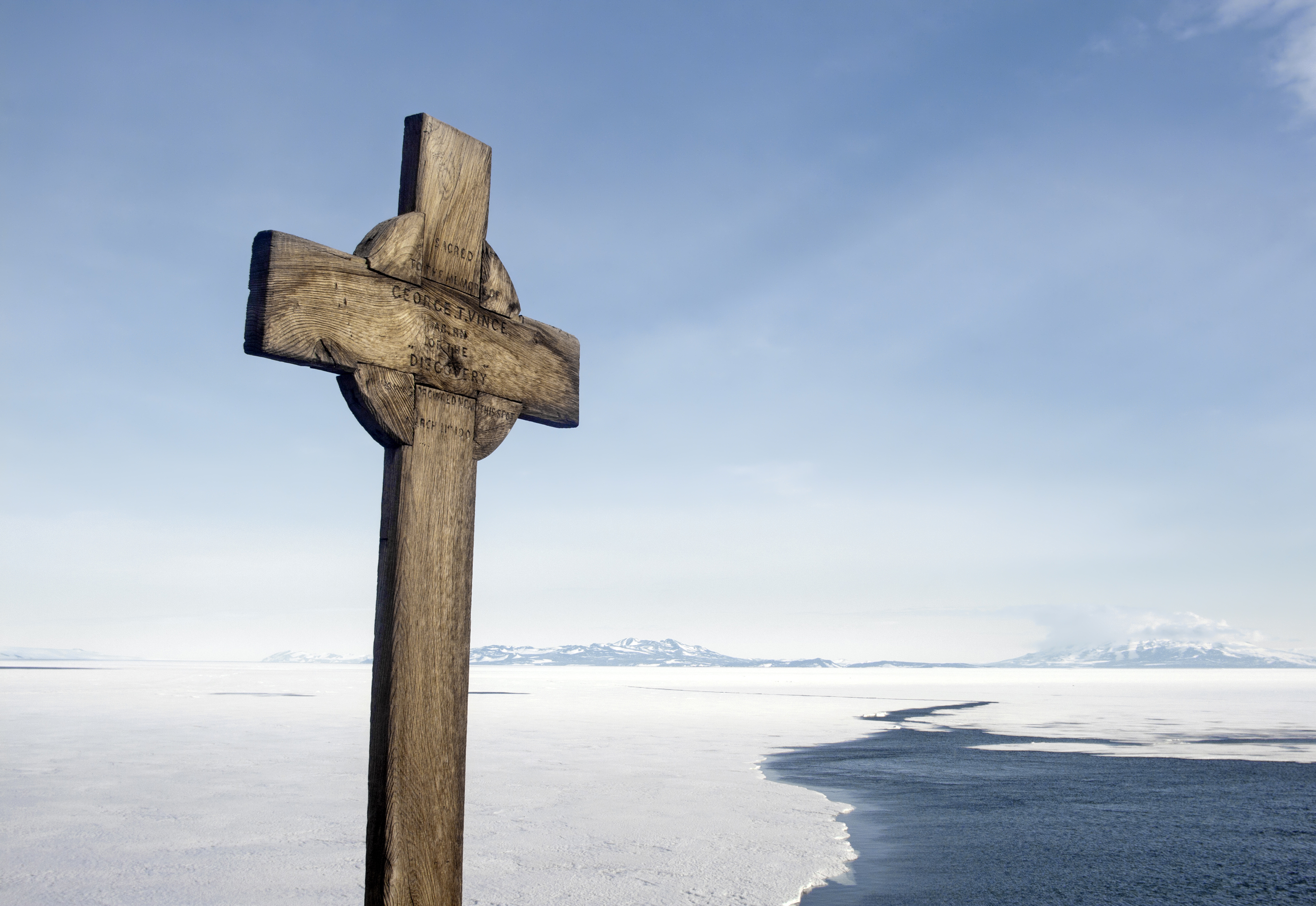
Cross ad Hut Point, isola di Ross, eretta nel febbraio 1904 dalla spedizione antartica britannica del 1901-1904 in memoria di George Vince, membro della spedizione morto nelle vicinanze

L'epoca eroica dell'esplorazione antartica fu un'epoca iniziata alla fine del XIX secolo e conclusasi con la spedizione imperiale trans-antartica di Shackleton, con i sopravvissuti giunti a Wellington, in Nuova Zelanda, il 9 febbraio 1917.
Lo storico Aant Elzinga fa terminare il periodo nel 1945, considerando la seconda guerra mondiale il punto di svolta nella ricerca antartica. In questo periodo il continente antartico divenne l'obiettivo di uno sforzo internazionale che portò ad un'intensa esplorazione scientifica e geografica durante la quale furono condotte 17 grandi esplorazioni antartiche, organizzate da dieci Stati. Il fattore comune di queste spedizioni fu la limitata natura delle risorse disponibili prima che le scoperte in ambito di trasporti e telecomunicazioni rivoluzionassero l'opera esplorativa. Questo significa che ogni spedizione divenne un'impresa di resistenza che mise alla prova i limiti fisici e mentali del personale, e che a volte li superò. L'etichetta "eroica", conferita in seguito, riconobbe le avversità che dovettero essere affrontate da questi pionieri, alcuni dei quali non sopravvissero all'esperienza; in questo periodo furono 19 gli esploratori morti.
Inoltre il termine "eroica" riconosce il romanticismo nei confronti del territorio antartico. Gli esploratori di questa epoca non vengono ricordati solo come scienziati e navigatori, stereotipati da un lato come interessati all'obiettivo e calcolatori e dall'altro come rudi e grezzi. Piuttosto vengono paragonati a poeti, fotografi ed artisti. Ernest Shackleton viene spesso considerato il più grande poeta di tutti gli esploratori antartici. La sua poesia 'A Tale of the Sea' è una reminiscenza del La ballata del vecchio marinaio di Samuel Taylor Coleridge, nonostante anche Murray, Scott, Amundsen ed altri abbiano fornito notevoli contributi alla letteratura ed all'arte antartica. Questa espressione artistica è molto legata al nazionalismo che portò alla prima guerra mondiale, il che rende questi uomini non solo esploratori, bensì eroi della nazione. Consideriamo questa strofa tratta da 'A Tale of the Sea' di Shackleton:
Where nailed to the rotting flagstaffs:

The old white Ensigns flew

Badge of our English freedom

Over all waters blue.»
Dove inchiodata ai pennoni marci:

Le vecchie insegne bianche sventolarono

Segno della nostra libertà inglese

Su tutte le acque blu.»
L'abilità di esprimere le loro impressioni sul territorio antartico differenzia questi esploratori dai navigatori rendendoli eroi per l'opinione pubblica delle rispettive nazioni.
Nel corso di queste spedizioni furono raggiunti i poli geografico e magnetico. Il tentativo di essere il primo a raggiungere il polo sud geografico fu l'obiettivo principale di alcune di queste spedizioni, tra cui quella di Roald Amundsen. Non fu però l'unico obiettivo delle spedizioni polari di questo periodo; altre spedizioni perseguirono obiettivi diversi in diverse aree del continente. Come risultato di tutte queste attività, buona parte della costa continentale fu scoperta e mappata, mentre ampie zone dell'entroterra furono esplorate. Le spedizioni raccoglievano solitamente grandi quantità di dati scientifici e specimen utili per varie discipline, la cui analisi avrebbe tenuto occupate le comunità scientifiche mondiali per decenni.

## Origine

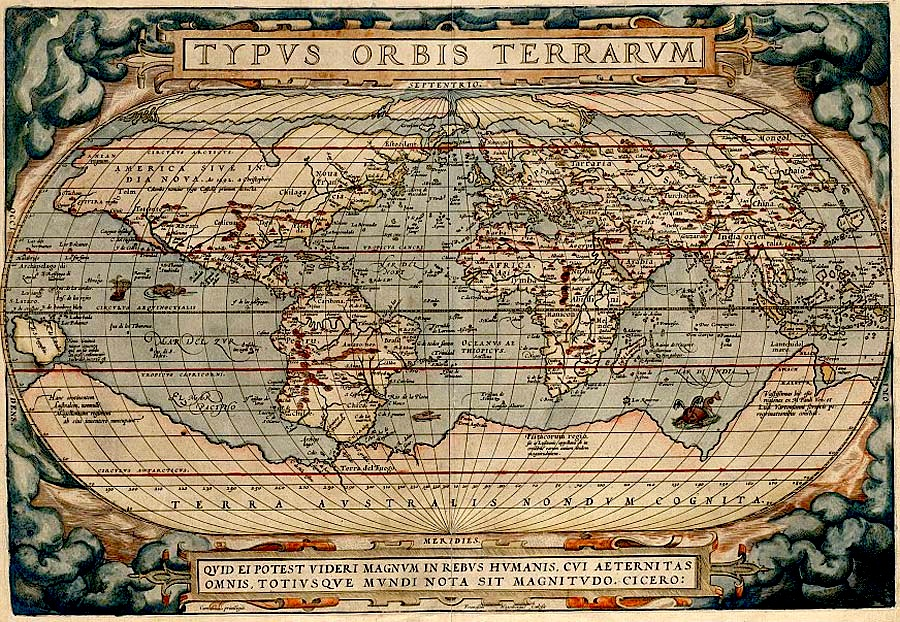
"Terra Australis Nondum Cognita" è il grande continente indicato in basso a questa mappa del 1570 disegnata da Abraham Ortelius

L'esplorazione del polo sud ha avuto un interesse altalenante; questo particolare periodo, l'epoca eroica dell'esplorazione antartica, non è il primo periodo di intensa esplorazione. Limitando quella che è comunemente nota come epoca dell'esplorazione, l'esploratore britannico James Cook sarebbe uno dei pochi esploratori che avrebbero viaggiato nel sud del mondo. Le scoperte del suo secondo viaggio (1772-1775) avrebbero cambiato per sempre la mappa del mondo. Prima di questa spedizione si credeva che un enorme continente noto come Terra Australis occupasse la maggior parte dell'emisfero meridionale. Invece Cook scoprì che una tale terra non esisteva, anche se gli enormi iceberg gli impedirono di raggiungere l'Antartide. Ipotizzò che, basandosi sulla quantità di ghiaccio presente, ci dovesse essere una terra da qualche parte. In seguito l'esplorazione delle regioni meridionali del mondo subirono un'importante battuta d'arresto.
Un periodo di interesse si ebbe nuovamente tra il 1819 ed il 1843. Quando l'Europa si stava riprendendo da un periodo di rivoluzioni, guerra e disordini, gli esploratori Bellingshausen, Biscoe, Balleny, Wilkes, d'Urville e Ross cercarono una maggiore conoscenza delle regioni antartiche. L'obiettivo principale di questi esploratori era quello di superare le mura di ghiaccio che nascondevano l'Antartide, iniziando con la circumnavigazione della regione operata da Bellingshausen e la scoperta della prima formazione rocciosa da parte di d'Urville e culminando con la scoperta da parte di Wilke della Terra della regina Victoria, con i vulcani oggi noti come Terror e Erebus. Questi esploratori, nonostante il loro fondamentale contributo all'esplorazione del polo sud, non riuscirono a penetrare nell'interno del continente e, invece, formarono una linea di terre scoperte lungo la costa antartica.

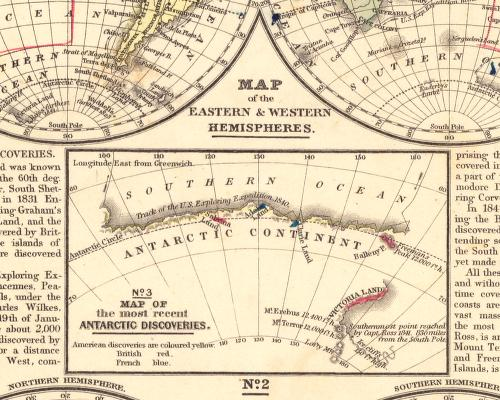
Le regioni antartiche conosciute dopo le intense esplorazioni del 1819-1843

Quello che seguì a questo periodo di interesse per l'Antartide è quello che lo storico H.R. Mill definisce 'età di perdita dell'interesse' (the age of averted interest). Dopo la spedizione South condotta con le navi Erebus e Terror (gennaio 1841), James Clark Ross disse che non esistevano scoperte scientifiche o 'problemi' per i quali valesse la pena di esplorare l'estremo sud. Si pensa che l'influenza di Ross e la scomparsa della spedizione di Franklin in Artide portarono ad un disinteresse nei poli, in particolare da parte della Royal Society, l'organizzazione britannica che aiutò numerose esplorazioni polari oltremare, comprese quelle di Shackleton e Scott. Nei venti anni che seguirono il ritorno di Ross vi fu una general pausa internazionale relativamente all'esplorazione antartica.

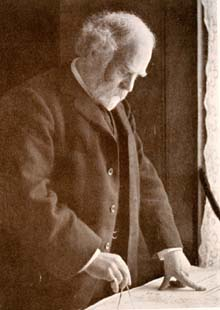
Sir John Murray

L'iniziale impeto dell'epoca eroica dell'esplorazione antartica viene a volte considerata un vago movimento internazionale. George von Neumayer di Amburgo, esploratore antartico, cercò di ravvivare l'esplorazione antartica a partire dal 1861 lavorando in un osservatorio di Melbourne. I suoi particolari interessi erano per l'importanza della meteorologia e per come le informazioni sul polo sud potessero portare a previsioni meteorologiche più accurate. Questo spiega il coinvolgimento tedesco nella ricerca antartica. Un altro impeto, soprattutto britannico, fu una conferenza di John Murray ed intitolata "The Renewal of Antarctic Exploration", tenutasi presso la Royal Geographical Society di Londra il 27 novembre 1893. Murray sostenne che la ricerca in Antartide dovesse essere organizzata per "risolvere le importanti domande geografiche ancora non risposte riguardo al sud". Inoltre, la Royal Geographic Society aveva creato poco prima un Comitato Antartico, nel 1887, il quale incitò molti cacciatori di balene ad esplorare le regioni meridionali del mondo dando un seguito alla relazione di Murray. Nell'agosto del 1895 il VI Congresso geografico internazionale di Londra approvò una risoluzione invitando tutte le società scientifiche del mondo a promuovere la causa dell'esplorazione antartica "in qualsiasi modo potesse sembrare più efficace". Queste opere avrebbero "fatto fare passi avanti a quasi ogni ramo della scienza". Il Congresso era stato condotto dal norvegese Carsten Borchgrevink, appena ritornato da una caccia alla balena durante la quale era diventato uno dei primi a mettere piede in Antartide. Durante il suo discorso Borchgrevink presentò i piani per una spedizione pionieristica su larga scala in Antartide, con base a Capo Adare.
In ogni caso l'epoca eroica fu inaugurata dalla spedizione della Società Geografica Belga nel 1897; Borchgrevink seguì un anno dopo con una spedizione finanziata privatamente. Il termine "epoca eroica" fu coniato in seguito; il termine non fu usato in nessuno dei primi racconti delle spedizioni, né nelle biografie dei personaggi polari apparsi negli anni 1920 e 1930. Non è chiaro quando sia nato il termine o quando sia stato adottato unanimemente; fu utilizzato nel marzo 1956 dall'esploratore britannico Duncan Carse in un articolo pubblicato da The Times. Descrivendo il primo attraversamento della Georgia del Sud nel 1916, parlò di "tre uomini dell'epoca eroica dell'esplorazione antartica, con 20 metri di corda tra loro ed un'ascia da carpentiere".

## Spedizioni, 1897–1922
Note
1. Nei riassunti della tabella non sono presenti le opere scientifiche redatte dalle spedizioni, ognuna delle quali raccolse ritrovamenti e specimen utili per varie discipline.
2. La tabella non comprende i numerosi viaggi dei balenieri che si svolsero in questo periodo, o le spedizioni sub-antartiche come quella di Carl Chun del 1898–1899, le quali non superarono il circolo polare antartico.[19] Anche la fallita spedizione Cope del 1920–1922, che fu annullata per mancanza di fondi, è esclusa, nonostante due uomini sbarcarono da una baleniera norvegese e passarono un anno sulla penisola antartica.[20]
3. † Indica i capi morti nella spedizione

| Date      | Stato                     | Nome della spedizione                                            | Navi                                                                     | Capi                  | Riassunto della spedizione | Note                 |
| --------- | ------------------------- | ---------------------------------------------------------------- | ------------------------------------------------------------------------ | --------------------- | --- | -------------------- |
| 1897–1899 | Belgio                    | Spedizione belga in Antartide                                    | Belgica                                                                  | Adrien de Gerlache    | Fu la prima spedizione a trascorrere l'inverno all'interno del circolo polare antartico, dopo che la nave fu bloccata dai ghiacci nel mare di Bellingshausen. Effettuò le prime osservazioni scientifiche antartiche durate un anno. Raggiunse la latitudine di 71°30'S e scoprì lo stretto di Gerlache.                                                                                               | [ 3 ] [ 21 ] [ 22 ]  |
| 1898–1900 | Regno Unito               | Spedizione antartica britannica 1898 (Spedizione Southern Cross) | Southern Cross                                                           | Carsten Borchgrevink  | La prima spedizione a passare l'inverno sul continente antartico (Capo Adare), fu la prima ad usare cani e slitte. Effettuò la prima ascesa della Grande barriera di ghiaccio, e stabilì un nuovo Farthest South a 78°30'S. Calcolò anche la posizione del Polo Sud Magnetico. | [ 24 ] [ 25 ] [ 26 ] |
| 1901–1904 | Regno Unito               | Spedizione nazionale antartica 1901 (Spedizione Discovery)       | Discovery Morning (nave di salvataggio) Terra Nova (nave di salvataggio) | Robert Falcon Scott   | Effettuò la prima scesa delle Montagne Occidentali nella Terra della regina Victoria, e scoprì l'altopiano polare. Stabilì un nuovo Farthest South a 82°17'S. Furono scoperti, mappati e battezzati molti altri luoghi. Fu la prima di molte spedizioni con base sul canale McMurdo. | [ 28 ] [ 29 ] [ 30 ] |
| 1901–1903 | Germania                  | Prima spedizione antartica tedesca (Spedizione Gauss)            | Gauss                                                                    | Erich von Drygalski   | La prima spedizione a studiare l'Antartide orientale, scoprì la costa della Terra di Guglielmo II e monte Gauss. La nave fu intrappolata dai ghiacci, i quali gli impedirono una più ampia esplorazione. | [ 31 ] [ 32 ] [ 33 ] |
| 1901–1903 | Svezia                    | Spedizione Nordenskjöld-Larsen                                   | Antarctic                                                                | Otto Nordenskiöld     | Questa spedizione operò nell'area costiera orientale della Terra di Graham, e fu abbandonata sulle isole Snow Hill e Paulet nel mare di Weddell, dopo il naufragio della propria nave. I componenti furono salvati dal vascello argentino Uruguay. | [ 34 ] [ 35 ] [ 36 ] |
| 1902–1904 | Regno Unito               | Spedizione antartica nazionale scozzese                          | Scotia                                                                   | William Speirs Bruce  | Fu fondata la stazione meteorologica permanente di Orcadas nelle isole Orcadi Meridionali. Il mare di Weddell fu navigato fino alla latitudine di 74°01'S, e fu scoperta la costa della Terra di Coats, permettendo di definire il confine orientale del mare. | [ 37 ] [ 38 ]        |
| 1903–1905 | Francia                   | Terza spedizione antartica francese                              | Français                                                                 | Jean-Baptiste Charcot | Partita con l'intenzione di salvare il gruppo di Nordenskiöld, mappò le isole e le coste occidentali della Terra di Graham sulla penisola Antartica. Fu esplorata parte della costa, e battezzata la Terra di Loubet dandogli il nome del presidente francese. | [ 39 ] [ 40 ] [ 41 ] |
| 1907–1909 | Regno Unito               | Spedizione antartica britannica 1907 (Spedizione Nimrod)         | Nimrod                                                                   | Ernest Shackleton     | La prima spedizione guidata da Shackleton. Basta nel canale McMurdo, esplorò la rotta del ghiacciaio Beardmore fino al polo sud, ed il (limitato) uso dei trasporti motorizzati. La sua marcia a sud raggiunse la latitudine di 88°23'S, nuovo Farthest South a 97 miglia geografiche dal polo. Il gruppo settentrionale raggiunse il Polo Sud Magnetico.                                              | [ 42 ] [ 43 ] [ 44 ] |
| 1908–1910 | Francia                   | Quarta spedizione antartica francese                             | Pourquoi-Pas? IV                                                         | Jean-Baptiste Charcot | Proseguì il lavoro della precedente spedizione francese con una generale esplorazione del mare di Bellingshausen, e scoprì isole ed altri luoghi tra cui la baia Margherita, l'isola Charcot, l'isola Renaud, la baia di Mikkelsen e l'isola Rothschild. | [ 39 ] [ 45 ]        |
| 1910–1912 | Giappone                  | Spedizione antartica giapponese                                  | Kainan Maru                                                              | Nobu Shirase          | La prima spedizione antartica non europea esplorò la costa della Terra di re Edward VII e parte della Grande barriera di ghiaccio, raggiungendo 80°5'S. | [ 46 ] [ 47 ]        |
| 1910–1912 | Norvegia                  | Spedizione Amundsen                                              | Fram                                                                     | Roald Amundsen        | Prima a raggiungere il polo sud: Amundsen organizzò il campo sulla Grande barriera di ghiaccio, presso la baia delle Balene. Scoprì una nuova rotta per l'altopiano polare tramite il ghiacciaio Axel Heiberg. Un gruppo di cinque persone guidate da Amundsen raggiunse il polo sud seguendo questa rotta il 14 dicembre 1911.                                                                        | [ 48 ] [ 49 ] [ 50 ] |
| 1910–1913 | Regno Unito               | Spedizione antartica britannica 1910 (Spedizione Terra Nova)     | Terra Nova                                                               | Robert Falcon Scott†  | Ultima spedizione di Scott, basata come la prima nel canale McMurdo. Scott e quattro compagni raggiunsero il polo sud seguendo la rotta Beardmore il 17 gennaio 1912, 33 giorni dopo Amundsen. Tutti e cinque morirono durante il viaggio di ritorno dal polo, per la fame e per il freddo. | [ 51 ] [ 52 ] [ 53 ] |
| 1911–1913 | Germania                  | Seconda spedizione antartica tedesca                             | Deutschland                                                              | Wilhelm Filchner      | L'obiettivo era il primo attraversamento dell'Antartide. La spedizione raggiunse un nuovo massimo di penetrazione nel mare di Weddell, a 77°45'S, e scoprì la costa Luitpold, Filchner-Ronne Ice Shelf e la baia di Vahsel. Non riuscì a fondare una base sulla costa dalla quale preparare la marcia transcontinentale, e dopo una lunga deriva nel mare di Weddell il pack tornò in Georgia del Sud. | [ 36 ] [ 54 ] [ 55 ] |
| 1911–1914 | Australia e Nuova Zelanda | Spedizione Aurora                                                | Aurora                                                                   | Douglas Mawson        | La spedizione si concentrò sul tratto di costa antartica tra Capo Adare e monte Gauss, mappando ed esplorando la costa e l'entroterra. Scoprirono tra l'altro la baia del Commonwealth, il ghiacciaio Ninnis, il ghiacciaio Mertz e la Terra della regina Mary. | [ 56 ] [ 57 ]        |
| 1914–1917 | Regno Unito               | Spedizione Endurance                                             | Endurance                                                                | Ernest Shackleton     | Altro tentativo di traversata transcontinentale. Non riuscì a sbarcare sulla costa del mare di Weddell dopo che la Endurance fu intrappolata e distrutta dai ghiacci. La spedizione si salvò poi da sola con incredibili gesta, compresa una lunga deriva su un pack, sulla scialuppa di Shackleton ed il primo attraversamento della Georgia del Sud.                                                 | [ 58 ] [ 59 ]        |
| 1914–1917 | Regno Unito               | Gruppo del mare di Ross a sostegno della Spedizione Endurance    | Aurora                                                                   | Aeneas Mackintosh†    | L'obiettivo era quello di lasciare materiale lungo la Grande barriera di ghiaccio per rifornire il gruppo che avrebbe tentato l'attraversamento dal mare di Weddell. Durante i lavori morirono tre uomini, tra cui il capo Mackintosh. | [ 60 ]               |
| 1921–1922 | Regno Unito               | Spedizione Quest                                                 | Quest                                                                    | Ernest Shackleton†    | Tra i vaghi obiettivi c'era la mappatura della costa, una possibile circumnavigazione continentale, l'esplorazione delle isole sub-antartiche ed un'opera oceanografica. Dopo la morte di Shackleton del 5 gennaio 1922, la Quest completò un breve programma prima di fare ritorno a casa. | [ 61 ] [ 62 ]        |

## Morti durante le spedizioni dell'epoca eroica
Diciannove uomini morirono durante le spedizioni dell'epoca eroica. Di questi, quattro morirono per malattie non correlate alle loro esperienze antartiche e due morirono per incidenti in Nuova Zelanda. I restanti 13 morirono in servizio sul continente antartico o nelle sue vicinanze.
| Spedizione                                     | Nome                 | Stato       | Data della morte | Luogo della morte                | Causa                                      | Note                               |
| ---------------------------------------------- | -------------------- | ----------- | ---------------- | -------------------------------- | ------------------------------------------ | ---------------------------------- |
| Spedizione belga in Antartide                  | Carl August Wiencke  | Norvegia    | 22 gennaio 1898  | Isole Shetland Meridionali       | Spazzato fuori bordo dall'acqua e annegato | [ 63 ]                             |
| Spedizione belga in Antartide                  | Émile Danco          | Belgio      | 5 giugno 1898    | Mare di Bellingshausen           | Attacco di cuore                           | [ 63 ]                             |
| Spedizione Southern Cross                      | Nicolai Hansen       | Norvegia    | 14 ottobre 1899  | Capo Adare                       | Problemi intestinali                       | [ 64 ]                             |
| Spedizione Discovery                           | Charles Bonnor       | Regno Unito | 2 dicembre 1901  | Baia di Lyttelton, Nuova Zelanda | Caduto dall'albero della nave              | [ 65 ] [ 66 ]                      |
| Spedizione Discovery                           | George Vince         | Regno Unito | 11 marzo 1902    | Isola di Ross                    | Scivolato in un precipizio nel ghiaccio    | [ 65 ] [ 66 ]                      |
| Spedizione Scotia                              | Allan Ramsey         | Regno Unito | 6 agosto 1903    | Isole Orcadi Meridionali         | Attacco di cuore                           | [ 67 ]                             |
| Spedizione Terra Nova                          | Edgar Evans          | Regno Unito | 17 febbraio 1912 | Ghiacciaio Beardmore             | Infortunio alla testa, fame e freddo       | [ 68 ] [ 69 ] [ 70 ] [ 71 ] [ 72 ] |
| Spedizione Terra Nova                          | Lawrence Oates       | Regno Unito | 17 marzo 1912    | Grande barriera di ghiaccio      | Fame e freddo                              | [ 68 ] [ 69 ] [ 70 ] [ 71 ] [ 72 ] |
| Spedizione Terra Nova                          | Robert Falcon Scott  | Regno Unito | 29 marzo 1912    | Grande barriera di ghiaccio      | Fame e freddo                              | [ 68 ] [ 69 ] [ 70 ] [ 71 ] [ 72 ] |
| Spedizione Terra Nova                          | Edward Wilson        | Regno Unito | 29 marzo 1912    | Grande barriera di ghiaccio      | Fame e freddo                              | [ 68 ] [ 69 ] [ 70 ] [ 71 ] [ 72 ] |
| Spedizione Terra Nova                          | Henry Bowers         | Regno Unito | 29 marzo 1912    | Grande barriera di ghiaccio      | Fame e freddo                              | [ 68 ] [ 69 ] [ 70 ] [ 71 ] [ 72 ] |
| Spedizione Terra Nova                          | Robert Brissenden    | Regno Unito | 17 agosto 1912   | Admiralty Bay, Nuova Zelanda     | Annegato                                   | [ 68 ] [ 69 ] [ 70 ] [ 71 ] [ 72 ] |
| Seconda spedizione antartica tedesca           | Richard Vahsel       | Germania    | 8 agosto 1912    | Mare di Weddell                  | Sifilide                                   | [ 55 ] [ 73 ] [ 74 ]               |
| Spedizione Aurora                              | Belgrave Ninnis      | Regno Unito | 14 dicembre 1912 | Terra di re Giorgio V            | Caduto in un crepaccio                     | [ 75 ]                             |
| Spedizione Aurora                              | Xavier Mertz         | Svizzera    | 7 gennaio 1913   | Terra di re Giorgio V            | Ipervitaminosi A                           | [ 75 ]                             |
| Spedizione Endurance (Gruppo del mare di Ross) | Arnold Spencer-Smith | Regno Unito | 9 marzo 1916     | Grande barriera di ghiaccio      | Freddo e scorbuto                          | [ 76 ] [ 77 ]                      |
| Spedizione Endurance (Gruppo del mare di Ross) | Aeneas Mackintosh    | Regno Unito | 8 maggio 1916    | Canale McMurdo                   | Caduto nel mare ghiacciato                 | [ 76 ] [ 77 ]                      |
| Spedizione Endurance (Gruppo del mare di Ross) | Victor Hayward       | Regno Unito | 8 maggio 1916    | Canale McMurdo                   | Caduto nel mare ghiacciato                 | [ 76 ] [ 77 ]                      |
| Spedizione Quest                               | Ernest Shackleton    | Regno Unito | 5 gennaio 1922   | Georgia del Sud                  | Attacco di cuore                           | [ 78 ]                             |

Altri cinque uomini morirono dopo il ritorno dall'Antartide (l'elenco non comprende chi morì durante il servizio nella prima guerra mondiale):
- Engebret Knudsen, membro della spedizione belga in Antartide (1897-1899) che mostrò segni di disordine mentale e non guarì mai, morto nel 1900.[79]
- Harlof Klovstad, ufficiale medico della spedizione Southern Cross, 1898–1900, morto per cause sconosciute nel 1900.[80]
- Jorgen Petersen, primo ufficiale della Southern Cross, morto nel 1900 mentre faceva ritorno in nave dall'Australia.[80]
- Bertram Armytage, membro della spedizione Nimrod, 1907–09, morto per ferite da arma da fuoco auto-inflitte, 12 marzo 1910.[81]
- Fredrik Hjalmar Johansen, membro della spedizione di Amundsen del 1910–1912, morto per ferite da arma da fuoco auto-inflitte, 9 gennaio 1913.[82]

## Fine dell'epoca eroica
Ci sono opinioni discordanti riguardo alla fine dell'epoca eroica dell'esplorazione antartica. La spedizione Endurance di Shackleton viene a volte indicata come ultima delle spedizioni del periodo. Altri storici estendono il periodo fino alla morte di Shackleton, il 5 gennaio 1922, considerando la spedizione Shackleton–Rowett, o spedizione Quest, durante la quale morì Shackleton, il capitolo conclusivo dell'epoca. Secondo Margery e James Fisher, biografi di Shackleton: "se fosse possibile tracciare una linea netta per dividere l'epoca eroica dell'esplorazione antartica e l'epoca meccanica, la spedizione Shackleton–Rowett potrebbe essere un buon punto". Un giornalista che ispezionò la nave prima della partenza disse "Accessori! Accessori! Accessori ovunque!". Tra loro c'erano sistemi senza fili, una coffa riscaldata elettricamente ed un "odografo" in grado di tracciare rotta e velocità della nave.
(Tom Griffiths, Slicing the Silence: Voyaging to Antarctica)